# Trouble (album d'Akon)
Pour les articles homonymes, voir Trouble.
Albums de Akon
Konvicted
(2006)
Singles
1. Locked Up
Sortie : 8 mai 2004
2. Ghetto
Sortie : 3 novembre 2004
3. Lonely
Sortie : 21 février 2005
4. Belly Dancer (Bananza)
Sortie : 10 juin 2005
5. Pot of Gold
Sortie : 2 septembre 2005

Trouble est le premier album studio d'Akon, sorti le 29 juin 2004.
L’album comprend cinq singles qui sont : Locked Up (qui a fait connaître Akon auprès du grand public), Lonely, Getto, Belly Dancer et enfin Pot of Gold. Celui qui a connu le plus grand succès est Lonely. Une édition Deluxe, sortie en 2005, comprend un deuxième disque qui contient dix chansons bonus.

## Liste des titres
Tous les titres sont produits par Akon, sauf mention contraire.
| No  | Titre                                                                | Auteur                                                  | Contient un (des) sample(s) de                                                                       | Durée |
| --- | -------------------------------------------------------------------- | ------------------------------------------------------- | --- | ----- |
| 1.  | Locked Up                                                            | Aliaune « Akon » Thiam                                  | | 3:56  |
| 2.  | Trouble Nobody                                                       | A. Thiam, D. Grant, R. Thomas                           | | 3:23  |
| 3.  | Belly Dancer (Bananza)                                               | A. Thiam, Lynval Golding, Terence Hall, Neville Staples | The Lunatics Have Taken Over the Asylum des Fun Boy Three For What It's Worth de Buffalo Springfield | 4:00  |
| 4.  | Gangsta (featuring Daddy T, Picklehead et Devyne)                    | A. Thiam, T. Pettigrew, J. Mann, D. Stephens            | | 4:15  |
| 5.  | Ghetto (Produit par Akon et Benny-D)                                 | A. Thiam                                                | I (Who Have Nothing) des Chambers Brothers                                                           | 3:55  |
| 6.  | Pot of Gold (Produit par Shawn Williams)                             | A. Thiam, Shawn Williams                                | | 3:36  |
| 7.  | Show Out                                                             | A. Thiam                                                | | 3:25  |
| 8.  | Lonely                                                               | A. Thiam, Bobby Vinton, Gene Allen                      | Mr. Lonely de Bobby Vinton                                                                           | 3:57  |
| 9.  | When the Time's Right                                                | A. Thiam                                                | | 3:44  |
| 10. | Journey                                                              | A. Thiam                                                | | 4:18  |
| 11. | Don't Let Up (Produit par Akon et Benny-D)                           | A. Thiam, Brian Benny Demus Boulai                      | | 4:04  |
| 12. | Easy Road                                                            | A. Thiam                                                | | 3:16  |
| 13. | Locked Up (Remix) (featuring Styles P – Produit par Akon et Knobody) | A. Thiam, David Styles                                  | | 3:50  |

| 14. | Gunshot (Produit par Akon et Knobody)                                       | A. Thiam, Dave Kelly | 2:56 |
| 15. | Locked Up (Remix) (featuring Styles P et Taz – Produit par Akon et Knobody) | A. Thiam             | 3:48 |

| 15. | Locked Up (French Remix) (featuring Booba – Produit par Akon et Knobody) | 3:48 |

| 1.  | Bananza (Belly Dancer) (Remix) (featuring Kardinal Offishall)                  | A. Thiam | 3:28 |
| 2.  | Gunshot (Fiesta Riddim)                                                        | A. Thiam | 2:56 |
| 3.  | Senegal                                                                        | A. Thiam | 2:53 |
| 4.  | Keep On Callin' (Interprété par P-Money featuring Akon)                        | A. Thiam | 3:34 |
| 5.  | Never Gonna Get It (Interprété par Sean Biggs featuring Akon et Topic)         | A. Thiam | 3:36 |
| 6.  | Miss Melody (Interprété par Miri Ben-Ari featuring Akon)                       |          | 3:50 |
| 7.  | Kill the Dance (Got Something For Ya) (featuring Kardinal Offishall)           | A. Thiam | 2:58 |
| 8.  | Find Us (In the Back of the Club) (Interprété par The Beatnuts featuring Akon) | A. Thiam | 3:15 |
| 9.  | Baby I'm Back (Interprété par Baby Bash featuring Akon)                        | A. Thiam | 3:48 |
| 10. | Yey' (featuring Grady Babyz)                                                   | A. Thiam | 4:32 |

## Classement
| Chart (200)                           | Peak position |
| ------------------------------------- | ------------- |
| Australie                             | 12            |
| Nouvelle-Zélande                      | 2             |
| Irlande                               | 3             |
| Danemark                              | 5             |
| Norvège                               | 6             |
| France                                | 11            |
| Suisse                                | 31            |
| Autriche                              | 32            |
| Canada                                | 51            |
| UK Albums Chart                       | 1             |
| European Top 100 Albums               | 4             |
| U.S. Billboard 200                    | 18            |
| U.S. Billboard Top R&B/Hip-Hop Albums | 11            |

| Pays            | Certification |
| --------------- | ------------- |
| Canada          | Or            |
| Grande Bretagne | Platine       |
| États-Unis      | Platine       |

## Clips
- Locked Up
- Lonely
- Ghetto
- Belly Dancer (Bananza)
- Pot of Gold